# وورلد تريغر
وورلد تريغر (باليابانية: ワールドトリガー، بالروماجي: Wārudo Torigā) (بالإنجليزية: World Trigger) هي سلسلة مانغا يابانية من تأليف ورسم دايسوكي أشيهارا، نشرت من قبل شوئيشا في مجلة شونن جمب الأسبوعية، في 9 فبراير عام 2013 حتى 26 نوفمبر عام 2018، ثم انتقلت إلى مجلة جمب سكوير في 4 ديسمبر عام 2018. أنتجت إلى أنمي تلفزيوني من قبل استوديو توي أنيميشن، عرض الأنمي في 5 أكتوبر عام 2014 واستمر عرضه حتى 3 أبريل 2016، وتكون من 73 حلقة.

## القصة
تدور أحداث القصة عن بوابة من بعد آخر قد فُتحت وخرجت منها مخلوقات ضخمة تهدد حياة البشر، ولم يتقبى للدفاع عن الأرض سوى مجموعة غامضة من المحاربين لديهم قوى خارقة، ويحاولون معنا أن يهزموا هذ المخلوقات وإغلاق البوابة التي تأتي منها هذة المخلوقات.

## الشخصيات

### الشخصيات الرئيسية
يوما كوغا (باليابانية: 空閑 遊真، بالروماجي: Kuga Yūma)
أداء صوتي: تومو موراناكا
أوسامو ميكومو (باليابانية: 三雲 修، بالروماجي: Mikumo Osamu)
أداء صوتي: يوكي كاجي
تشيكا أماتوري (باليابانية: 雨取 千佳، بالروماجي: Amatori Chika)
أداء صوتي: ناو تامورا
يويتشي جين (باليابانية: 迅 悠一، بالروماجي: Jin Yūichi)
أداء صوتي: يويتشي ناكامورا
ريبليكا (باليابانية: レプリカ، بالروماجي: Repurika)
أداء صوتي: هيديوكي تاناكا

### شخصيات أخرى
تاكومي ريندو (باليابانية: 林藤 匠، بالروماجي: Rindō Takumi)
أداء صوتي: كيجي فوجيوارا (الموسم 1)، كينجيرو تسودا (الموسم 2)
ريجي كازاكي (باليابانية: 木崎 レイジ، بالروماجي: Kizaki Reiji)
أداء صوتي: تومواكي ماينو
كيوسوكي كاراسوما (باليابانية: 烏丸 京介، بالروماجي: Karasuma Kyōsuke)
أداء صوتي: جون فوكوياما
كيري كونامي (باليابانية: 小南 桐絵، بالروماجي: Konami Kirie)
أداء صوتي: ريي كوغيميا
شيوري أوسامي (باليابانية: 宇佐美 栞، بالروماجي: Usami Shiori)
أداء صوتي: إيري ناكاو
يوتارو ريندو (باليابانية: 林藤 陽太郎، بالروماجي: Rindō Yōtarō)
أداء صوتي: ميغومي أوراوا
ماساموني كيدو (باليابانية: 城戸 正宗، بالروماجي: Kido Masamune)
أداء صوتي: تاكويا كيريموتو
ماسافومي شينودا (باليابانية: 忍田 真史، بالروماجي: Shinoda Masafumi)
أداء صوتي: تاكيشي كوساو
إيزو نيتسوكي (باليابانية: 根付 栄蔵، بالروماجي: Netsuki Eizō)
أداء صوتي: بين شيمادا
موتوكيتشي كينوتا (باليابانية: 鬼怒田 本吉، بالروماجي: Kinuta Motokichi)
أداء صوتي: كوزو شيويا
كاتسومي كاراساوا (باليابانية: 唐沢 克己، بالروماجي: Karasawa Katsumi)
أداء صوتي: إيجي تاكيموتو

## وصلات خارجية
- الموقع الرسمي (باليابانية)
- موقع المانغا الرسمي (باليابانية)
- وورلد تريغر على موقع شونن جمب الأسبوعية (باليابانية)
- وورلد تريغر على موقع توي أنيميشن (باليابانية)
- وورلد تريغر على موقع تلفزيون أساهي (باليابانية)
- وورلد تريغر على موقع ANN manga (الإنجليزية)